# Pasul Grimsel
Pasul Grimsel este o trecătoare în masivul Alpilor din sudul Elveției.
Ea se află la altitudinea de  2.165 m deasupra n.m. cu partea de nord în cantonul Berna iar cea de sud în cantonul Valais. Trecătoarea a fost folosită din timpul celților, lucru atestat de o serie de descoperiri arheologice.

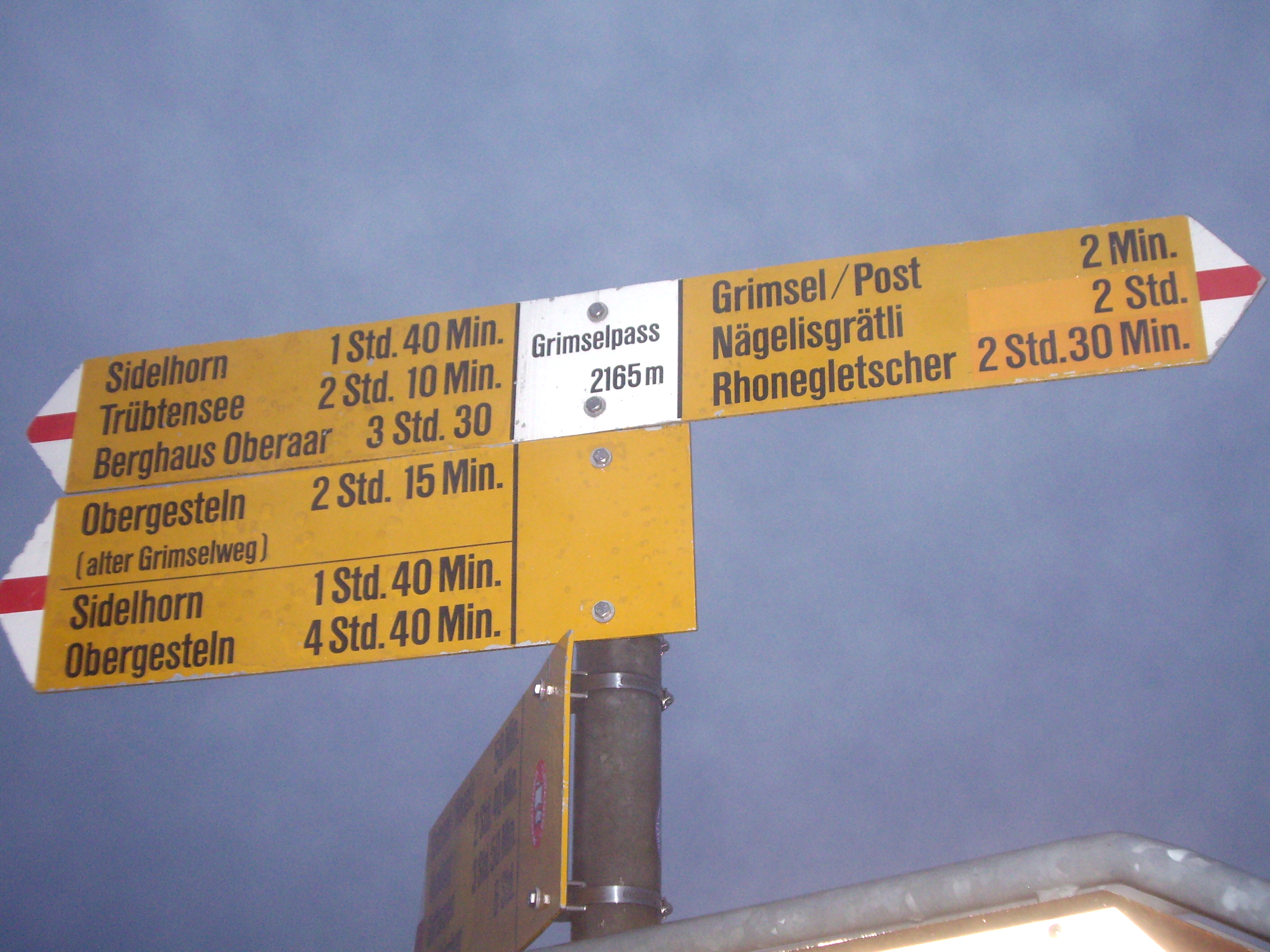

În secolul al XIX-lea a fost construită prin trecătoare o șosea modernă care poate fi folosită vara (mai - octombrie). Pasul este o rută folosită frecvent de motocicliști, el oferă o vedere panoramică asupra Alpilor Walliser.